# Автошлях E577
Європейський шлях Е 577 — це другорядна дорога E, розташована на північному заході Румунії.

## Маршрут
- Румунія (на спільних вивісках  DN1B)
  - Плоєшті:  E60
  - Бузеу:  E85

## Колишня траса
Позначення E577 раніше використовувалося на маршруті Полтава – Слобозія. Цей маршрут є зараз E584.